# Portelândia
Portelândia é um município brasileiro do estado de Goiás. Sua população estimada em 2010 era de 3 839 habitantes.

## Histórico
Da história do atual Município de Portelândia sabe-se que em época anterior ao ano de 1933 a região onde está hoje implantada a cidade era simplesmente uma área despovoada, adida ao Município de Jataí e habitada apenas por fazendeiros e agricultores em moradias esparsas.
Foi precisamente em 1933 que o senhor Ludugério Martins de Souza, em companhia de sua esposa e seus oito filhos, aqui chegaram de mudança oriundos da então vila de Mineiros tendo fixado residência às margens do córrego da Porteira em terras da fazenda das Flores lugar denominado córrego da Porteira de propriedade do senhor Olímpio José Pereira, fazendeiro da região. Aqui o senhor Ludugério montou uma pequena olaria de tijolos e durante mais ou menos 3 anos exerceu a atividade de oleiro vendendo os seus produtos aos fazendeiros locais à razão de 80 mil réis o milheiro. A única via de comunicação que existia era a rodovia Sul Goiana por onde dificilmente transitavam veículos motorizados, tropas e carros-de-boi que levavam os produtos da terra para serem vendidos na vila de Mineiros, de onde traziam os produtos industrializados como tecidos, calçados, ferramentas, etc.
Exatamente nas imediações do váu córrego da Porteira é que esses carreiros e tropeiros geralmente pernoitavam.
Os anos iam passando e alguém reconheceu a possibilidade de exploração e a carência de um comércio misto com o objetivo de servir não só aos viajores mas também aos fazendeiros da região, evitando assim as grandes caminhadas até a Vila em busca dos gêneros de que necessitavam. Foi assim que surgiu o cidadão Walfredo Ivo de Oliveira, vulgo "Vavá", bastante conhecedor da zona e consequentemente do movimento do local. Determinou logo a construção de uma casa destinada a instalar o seu movimento de comércio. Foi a primeira construção de alvenaria erigida. E o senhor "Vavá", em companhia de seu auxiliar – José Martins de Souza, foram os pioneiros no campo da atividade comercial. Mais tarde vieram também os senhores Argeu e seu irmão Ataliba Cândido Alves que também tentaram o ramo de comércio, sem contudo lograrem êxito.
As terras locais eram constituídas de parte da fazenda herdada pelo já mencionado Olímpio José Pereira e de outra parte também adquirida por herança de seu pai pelo senhor Badi Albino sendo que este último possuía apenas um quinhão, não se sabendo por certo onde era localizado. O senhor "Vavá" tomando conhecimento da situação apresentou-se logo em adquirir o pedaço de terras do senhor Badi Albino, demarcando-as de maneira que as benfeitorias que já havia feito foram abrangidas pela demarcação. Mais tarde adquiriu também, por comprar, uma quadra do senhor Olímpio J. Pereira.
Daí em diante o povoamento foi-se fazendo lenta e espontaneamente uma vez que não se tem conhecimento de um fator preponderante que constituísse motivo de atração para aqueles que aqui iam chegando. As atividades principais eram alicerçadas na agricultura e na pecuária. E a quase totalidade dos primeiros habitantes era gente humilde, pobre, que ganhava o sustento no trabalho rural ora como meeiro, ora como peão com direito a tocar uma "roça" de onde extraía o produto agrícola, o suficiente para a sua manutenção.
Em 1938, o Córrego da Porteira passou a pertencer ao Município de Mineiros quando este foi desmembrado do Município de Jataí adquirindo autonomia municipal.
Em 1948 Córrego da Porteira recebeu a visita de uma Comissão composta dos senhores Abel Martins Paniago, Prefeito de Mineiros e mais os cidadãos Jordelino Carrijo de Freitas, construtor, e Antônio Machado, vulgo Antônio batalhão, a fim de determinar o local onde deveria ser erigido o prédio destinado ao funcionamento de uma escola rural que seria uma das 3 a serem construídas no Município de Mineiros, obedecendo a um plano de escolarização rural elaborado pelo Estado no Governo de Jerônimo Coimbra Bueno. Depois de examinar outros locais a referida Comissão opinou que a escola fosse construída no Córrego da Porteira, dada a possibilidade que tinha de desenvolver-se. Somente em 1949, ao que se sabe, é que a escola entrou em funcionamento tendo como professor o senhor "Cabral", que mais tarde, em virtude de transferir-se de residência para Mineiros, foi substituído pelo senhor Nicanor Gomes de Souza, permanecendo até o ano de 1963, quando foi substituído por sua senhora D. Maria Teodora de Souza.
Acredita-se que a existência da escola muito contribuiu para o povoamento do lugar porque muitos dos moradores mais afastados mudaram-se para as proximidades da escola a fim de poderem melhor educar seus filhos. E o povoado continuou a desenvolver-se. Outras casas comerciais de pequeno porte foram aparecendo e também algumas indústrias destacando-se como principais as de fabricação de tijolos e serrarias.
O primeiro movimento no sentido da construção de uma igreja foi mais ou menos em 1953 quando foi realizada uma festa para angariação de fundos para esse fim. Era, nesse tempo, vigário da Paróquia de Mineiros, o Rev. Pe. Maximínio Álvares, um dos principais incentivadores do movimento, tendo sido escolhido festeiro o senhor João Francisco Ferreira. Somente em 1954 é que o povo de Córrego da Porteira pode assistir aos cultos na Capela de N. S. das Graças.
Outro fator favorável ao seu povoamento foi a notícia segundo a qual haveria de passar por aqui a rodovia federal BR-31, São Paulo-Cuiabá. Em 1956, com a efetivação dessa obra rodoviária, o povoado tomou maior impulso com este benefício de que desfrutou atraindo forasteiros de toda sorte. Nessa época o senhor "Vavá" e o senhor Olímpio José Pereira, dois homens que são inegavelmente os maiores responsáveis pelo progresso do lugar, mandaram lotear alguns terrenos do perímetro colocando-os à venda aos interessados. Daí para cá o desenvolvimento foi mais acentuado tomando assim o aspecto de uma próspera povoação. Já as residências eram construídas obedecendo a uma certa disposição regular de maneira que se podia determinar perfeitamente a formação das poucas ruas já existentes.
Em 1960 a povoação se beneficiou com a inauguração de uma linha telefônica Mineiros-Córrego da Porteira, obra realizada pelo Prefeito Municipal de Mineiros naquela época, senhor José de Resende Alvim.
Em 1962, por iniciativa do senhor "Vavá", foi instalada a primeira e única usina hidroelétrica no riacho denominado cgo. Da Porteira. Usina de pequeno porte, cuja produção se destina quase exclusivamente ao uso privativo de seu proprietário.
Gentílico: portelandense

## Formação Administrativa
Elevado à categoria de município e distrito com a denominação de Portelândia, pela lei estadual nº 4924, de 14 de novembro de 1963, desmembrado de Mineiros. Sede no atual distrito de Portelândia, ex-povoado. Constituído do distrito sede. Instalado em 1 de janeiro de 1964.
Em divisão territorial datada de 1-I-1979, o município é constituído do distrito sede. Assim permanecendo em divisão territorial datada de 2007.
No Censo de 2007, foram recenseados 3310 habitantes, sendo 1681 homens e 1629 mulheres; deste total, 2715 habitantes residem na zona urbana e 595 moram na zona rural. Do total de 2715 habitantes moradores na zona urbana, 1360 são homens e 1355 são mulheres. Do total de 595 moradores na zona rural, 321 são homens e 274 são mulheres. O município possui uma área de 550,6 km quadrados e pertence a Mesorregião Sul Goiano e Microrregião do Sudoeste de Goiás.
Sua sede tem as seguintes coordenadas geográficas: 52,679° de Longitude e 17,354° de Latitude.
O município comemora seu aniversário em 14 de novembro.
na safra de 2007/2008 o município colheu 4470 toneladas de algodão em uma área de 1200 ha; 35200 toneladas de milho em uma área de 7000 ha; 57600 toneladas de soja em uma área de 20000 ha; 10500 toneladas de sorgo granífero em uma área de 5000 ha e 2 toneladas de borracha (coagulada), em uma área de 6 ha.
Fonte: IBGE

## Curiosidades
Curiosamente o município de Portelândia está integralmente inserido nos limites do município de Mineiros, com quem tem todas suas fronteiras, formando um dos raros enclaves no território brasileiro. É um dos quatro municípios brasileiros nessa situação, sendo os outros três Águas de São Pedro-SP, Arroio do Padre-RS e Ladário-MS.